# Châtillon-sur-Chalaronne

Châtillon-sur-Chalaronne este o comună în departamentul Ain din estul Franței.